# 南安佛子祠
南安佛子祠，位于中国广东省茂名市化州市长岐镇杨村圩，为化州市的一个市级文物保护单位，类型为古建筑，公布时间为2000年11月1日。
南安佛子祠的历史年代为明代。